# 西部文学奖
西部文学奖是由新疆文联主办的《西部》杂志社创立，也是新疆设立的首个面向全国的文学奖，获奖作品从该杂志发表的作品中遴选。

## 第二届
- 小说奖：赵光鸣《江安巴依的金子》（中篇小说）、乔叶《月牙泉》（短篇小说）、叶尔克西·胡尔曼别克《天亮又天黑》（中篇小说）、敬文东《韦小宝自述》（中篇小说）
- 诗歌奖：章德益《早年的荒原》（组诗）、郭晓亮《月光依旧是月光》（组诗）、亚楠《亚楠诗选》
- 散文奖：蒋蓝《流沙叙事》、李娟《报应》、毛眉《红都纪行》
- 评论奖：欧阳可惺《当代少数民族文学批评与地域文化》、纪梅《恰达耶夫：骠骑兵与历史哲学家》
- FIFTH奖：叶舟《燃情岁月》（诗剧）

## 第三届
- 小说奖：弋舟《龋齿》、流瓶儿《小说二题》
- 诗歌奖：冉冉《冉冉的诗》、麦麦提敏·阿卜力孜《石头里的天空》
- 散文奖：汗漫《小叙事》、辛生《母亲》、康剑《禾木纪事》
- 评论奖：泉子《诗之思》、王敏《巴扎里的时间》
- 翻译奖：松风“英美自然诗文”小辑

## 第四届
2016年颁发
- 小说奖：邱华栋《李渔与花豹》、董立勃《下雪了以后》；
- 诗歌奖：阿信《阿信的诗》、南子《南子的诗》；
- 散文奖：罗伟章《发现你自己》、黄毅《疼痛史》（节选）；
- 评论奖：张清华《林中路：诗学笔记》、张书群《回归·坚守·超越——董立勃小说的特质和意义》
- 翻译奖：钟志清的“阿摩司·奥兹小辑”

## 第五届
2018年颁发
- 小说奖：鬼金《光之深处》、李健《泰克拜》
- 诗歌奖：余笑忠《每一次回望都有如托孤》、陈末《拉利亚组曲》
- 散文奖：江少宾《风吹落日》、吴连增《文学，不会衰老》
- 评论奖：周庆荣《我的思考永远未完成》（节选）
- 翻译奖：李以亮《亚当·扎加耶夫斯基随笔选》

## 第六届
2020年颁发
- 小说奖：李西闽《最冷的寒冬里都有暖阳》、王天丽《维也纳森林圆舞曲》
- 散文奖：赵树义《失忆者》、王族《狩猎秘籍》
- 诗歌奖：张二棍《一生中的一个夜晚》、阿苏《边疆册页》[4]
- 评论奖：张光昕《泥团的变构——重解昌耀长诗中的空间问题》
- 翻译奖：高兴《卢齐安·布拉加诗选》
- 90后新锐奖：贾若萱

## 第七届
第七届西部文学奖于2022年12月揭晓，评选范围为2020年至2021年《西部》刊发的344篇作品。终评委员会由邱华栋、高兴、何子英、林森、卢一萍、张映姝、李颖超等7人组成。
- 小说奖：冉正万《几斤几两》[6]、刘永涛《信会带来什么》
- 诗歌奖：黄梵《旁观者》、寇钧剑《将一个夜晚誉写到天空》
- 散文奖：黄水成《落难的船号》
- 评论奖：孤岛《新边塞诗"三驾马车"创作论》
- 翻译奖：杜新华《批评》（外一篇）
- 90后新锐奖：那森《父亲的彩虹》[7]
- 纪实文学奖：雅楠《"一根纱线"的诉说》